# عشبة الدهن
عشبة الدُّهْن أو عشبة النجَّارين أو حشيشة الدهن أو لسان الأوز هو نبات معمر آكل للحوم في فصيلة السندبيات. منبتها المناقع أوراقها قرصية لحمية متراكبة. أزهارها جميلة مهمازية التويج فردية التجميع متتابعة الرصف مركزة على شمراخ منتصب دقيق. أزهارها وأوراقها داملة للجروح ويستخرج منها صباغ أصفر ذو شأن وقيمة.

## الوصف
يطول من 3 إلى16 سم، وتعلوها زهرة أرجوانية أو بيضاء ، تطول نحو 15 مم على شكل قمع. تنمو هذه العشبة في البيئات الرطبة مثل المستنقعات في الارتفاعات المنخفضة أو الفرعية. ولما كانت البيئات ذات الشتاء البارد مهدها فهي تنتج برعمًا للراحة في الشتاء (الغلاف الشتوي).
حشيشة الدهن هو نبات آكل للحشرات. تحتوي أوراقها على غدد تفرز سائلًا لزجًا يحبس النباتات في أوراقها، وتنتج هذه الغدد أيضًا إنزيمات هضمية تعمل على التهام الحشرات خارجيًا.  هذا بمنزلة وسيلة للنبات للوصول إلى مصدر النيتروجين لأنها تنمو في التربة الحمضية قليلة المغذيات، مثل المستنقعات.

## التوزع
توجد في كل بلاد أوروبا بالإضافة إلى روسيا وكندا والولايات المتحدة . يوجد بشكل عام ينمو في أماكن مثل المستنقعات، والفين ، والطمي ، ومناطق أخرى بها صخور الأساس من الحجر الجيري والمياه القلوية. 

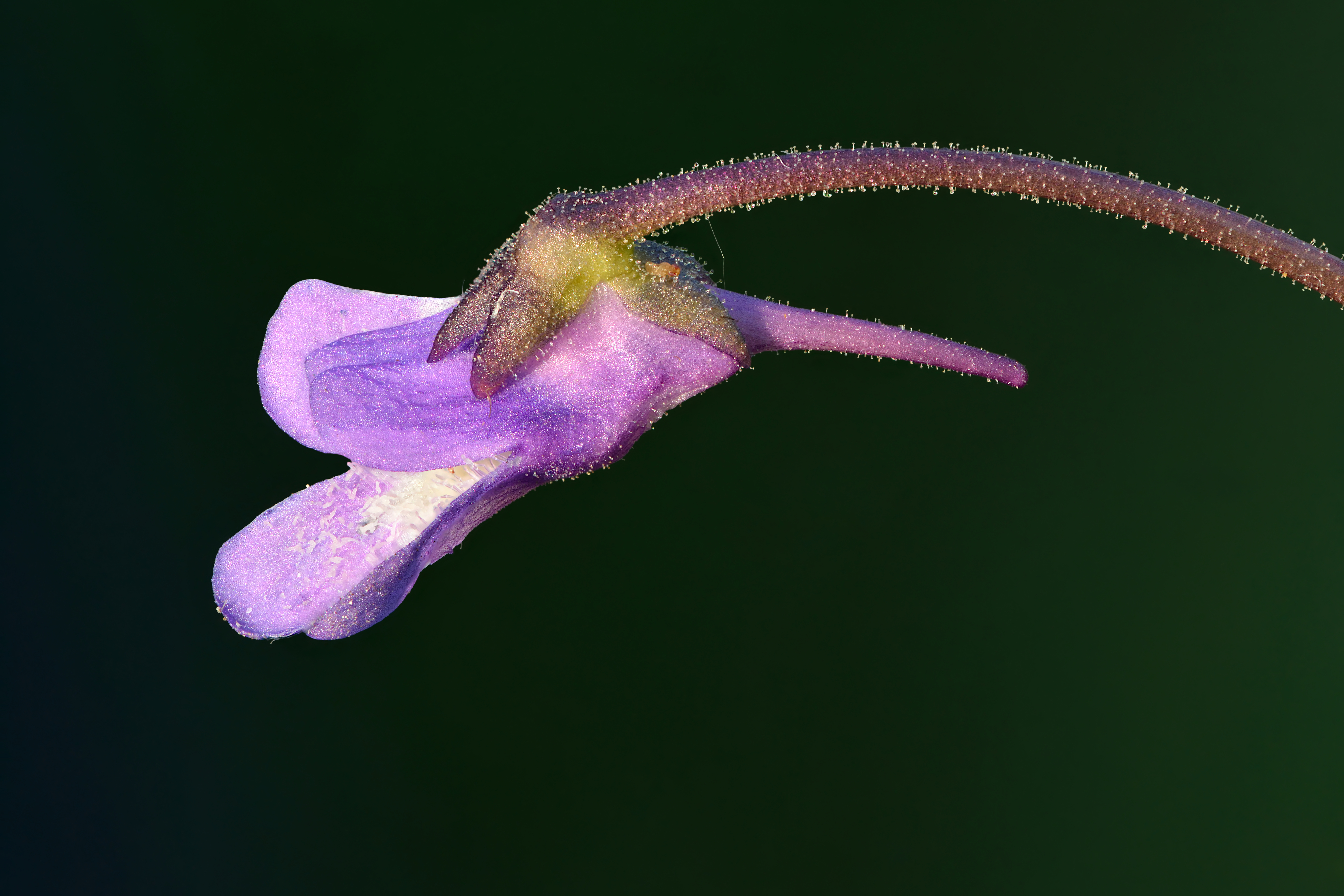
زهرة من الجانب، مستنقع Niitvälja، إستنية
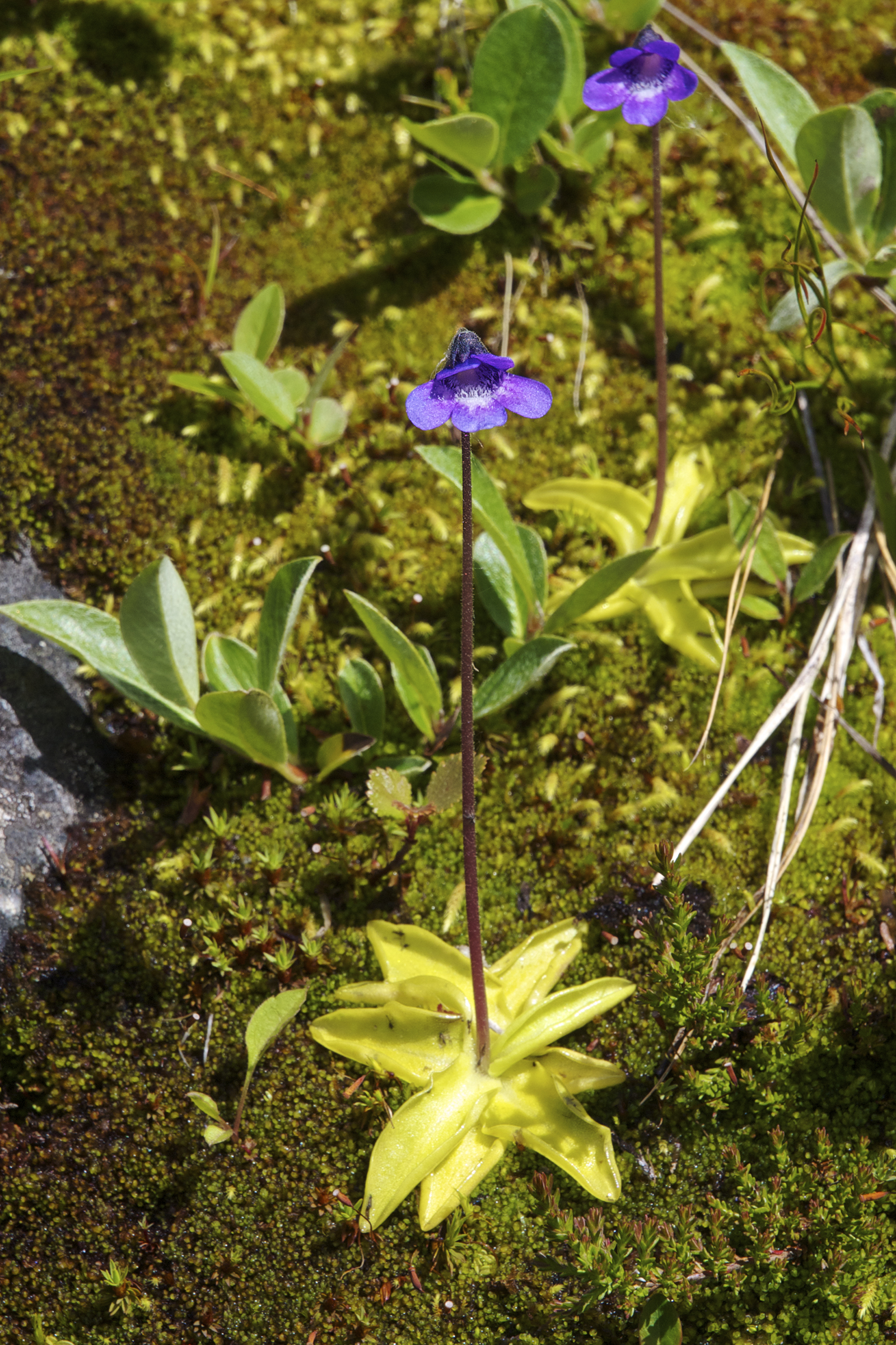
نبات كامل، النرويج
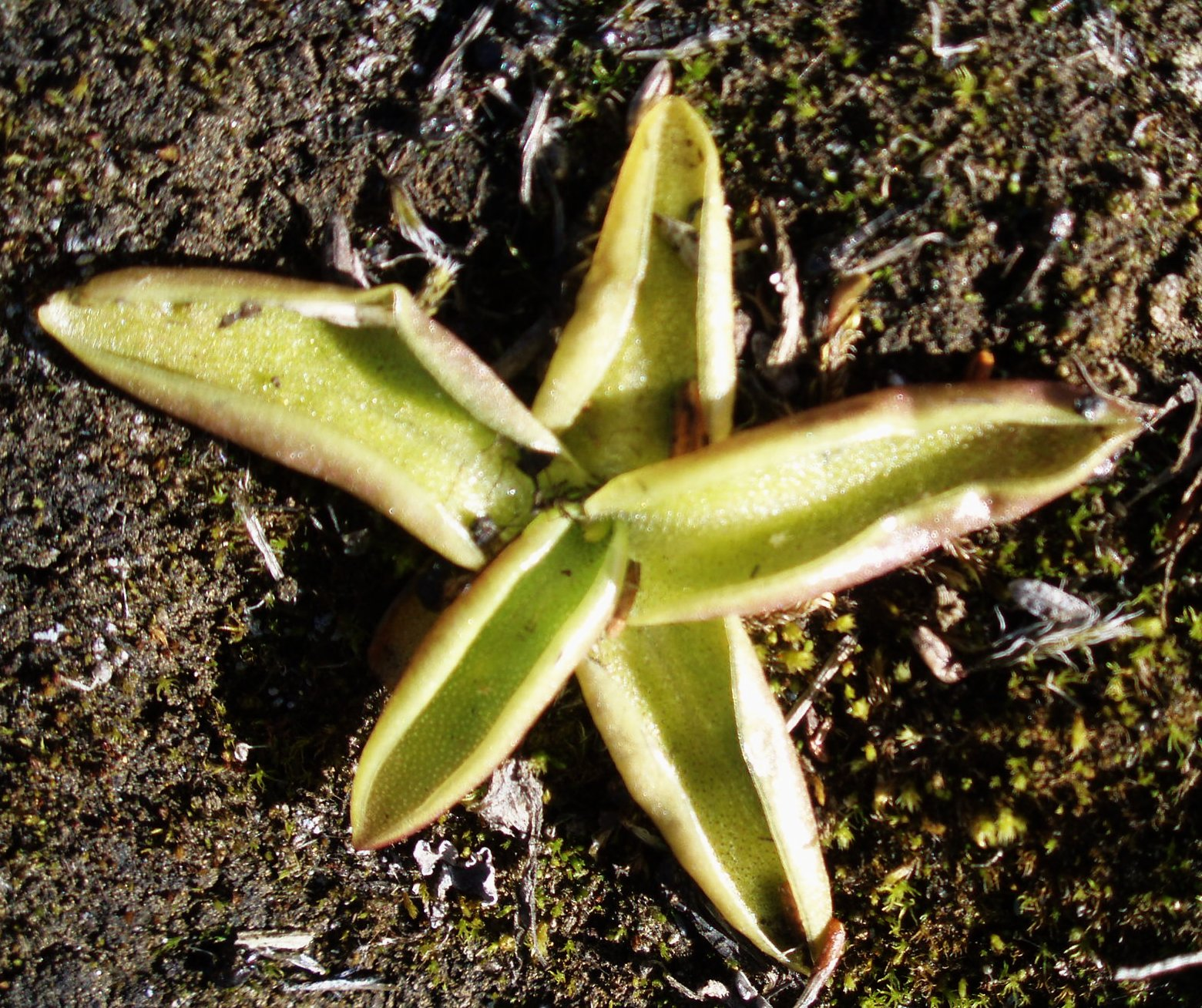
حشيشة الدهن بالقرب من Mývatn، شمال إسلندة